# Music (singel)
Music – pierwszy singel pochodzący z ósmego albumu Madonny o tym samym tytule. Piosenka stworzona na bazie muzyki klubowej z francuskim producentem Mirwaisem Ahmadzaï bardzo szybko stała się jednym z najlepiej sprzedających się singli Madonny. Utwór stał się także dwunastym numerem jeden wokalistki w Stanach Zjednoczonych, sprzedając się tam w nakładzie ponad 1,1 mln egzemplarzy.
27 maja 2000 roku niedokończona wersja piosenki przedostała się do internetu. Madonna wytoczyła proces jednemu z największych programów do wymiany plików mp3, firmie Napster, w wyniku którego została ona zamknięta. Przedostanie się utworu do internetu przyspieszyło także premierę albumu Music, którą pierwotnie planowano na październik 2000 roku.
Podczas trasy koncertowej Confessions Tour w roku 2006 Madonna wykonywała tak zwany „mashup” tej piosenki z utworem Disco Inferno z 1976 roku wykonywanym pierwotnie przez zespół The Trammps. W takiej też formie – jako „Music Inferno” – utwór został zarejestrowany na krążku The Confessions Tour wydanym rok później i użyty został do promowania go jako singel digital download dostępny z serwisu iTunes.
Podczas trasy koncertowej Sticky & Sweet Tour w roku 2008 i 2009, artystka wykonała kolejny mashup utworu. Połączyła go z „Put Your Hands Up 4 Detroit” autorstwa Fedde le Grand.

## Listy sprzedaży

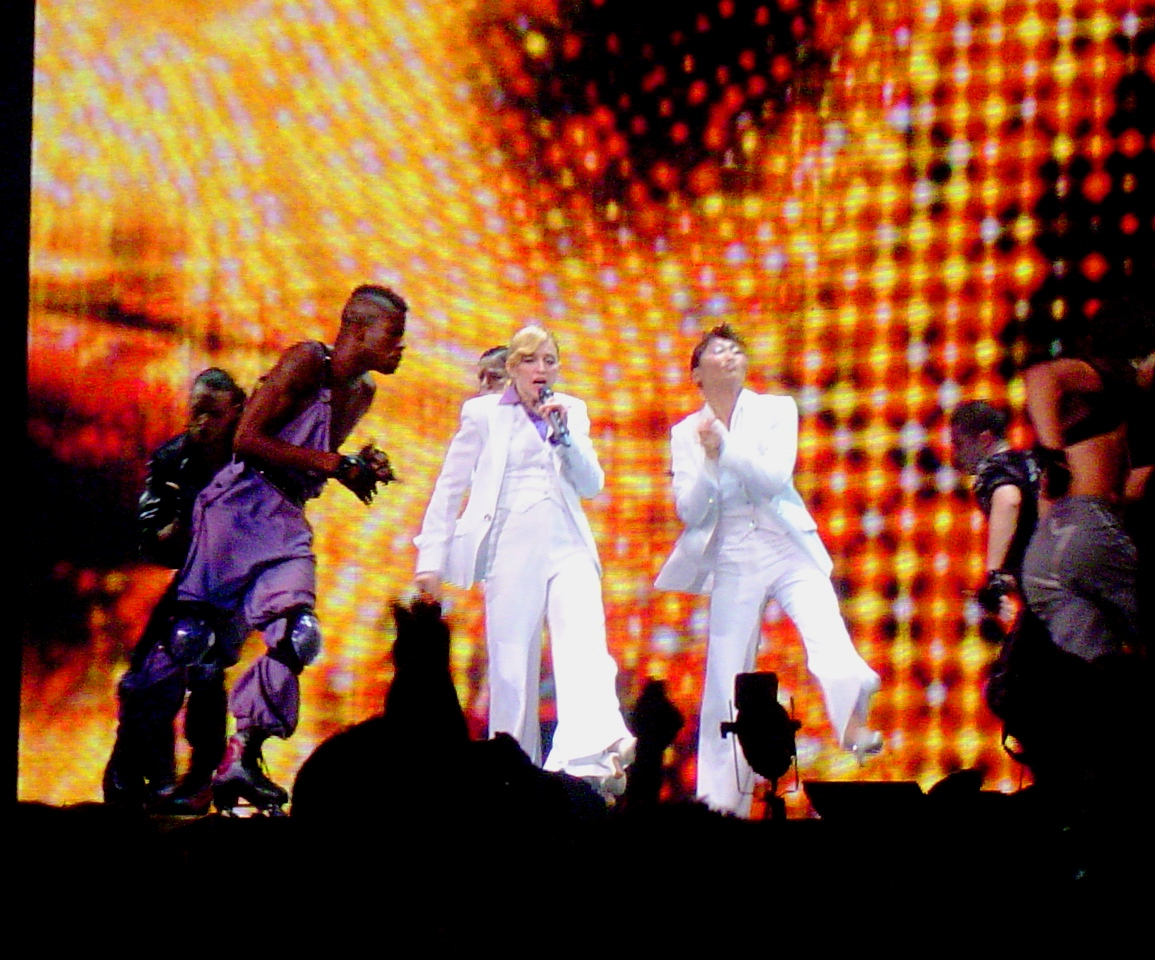
Madonna wykonuje utwór „Music” podczas trasy koncertowej Confessions Tour.

| Kraj              | Najwyższa pozycja | Sprzedaż  |
| ----------------- | ----------------- | --------- |
| Australia         | 1 (4 tygodnie)    | 140 000   |
| Belgia            | 6                 | 25 000    |
| Dania             | 4                 | 9 000     |
| Europa            | 1 (6 tygodni)     | -         |
| Francja           | 8                 | 220 000   |
| Hiszpania         | 1 (5 tygodni)     | 25 000    |
| Kanada            | 1 (7 tygodni)     | 45 000    |
| Niemcy            | 2                 | 290 000   |
| Norwegia          | 1 (4 tygodnie)    | -         |
| Polska            | 1                 | -         |
| Szwajcaria        | 1 (5 tygodni)     | 20 000    |
| Szwecja           | 2                 | 20 000    |
| Stany Zjednoczone | 1 (4 tygodnie)    | 1 136 000 |
| Wielka Brytania   | 1                 | 390 000   |
| Włochy            | 1 (6 tygodni)     | 70 000    |

Razem: ponad 2 500 000 egzemplarzy